# Archidiocèse de Rennes, Dol et Saint-Malo
L'archidiocèse de Rennes, Dol et Saint-Malo (en latin : archidioecesis Rhedonensis-Dolensis-Sancti Maclovii) est une Église particulière de l'Église catholique en France.
Érigé au IIIe siècle, le diocèse de Rennes (dioecesis Rhedonensis) est un des neuf diocèses historiques de Bretagne. À la veille de la Révolution française, il couvrait le pays de Rennes, un pays traditionnel de Haute-Bretagne. Depuis 1801, il couvre le département d'Ille-et-Vilaine. En 1859, il est élevé au rang d'archidiocèse métropolitain.
Depuis 1880, les archevêques métropolitains de Rennes joignent à leur titre ceux d'évêque de Dol et de Saint-Malo et sont les successeurs des primats de Bretagne. Le nom complet de l'archidiocèse est archidiocèse de Rennes-Dol-Saint-Malo (archidioecesis Rhedonensis-Dolensis-Sancti Maclovii). Depuis 2007, Pierre d'Ornellas est l'archevêque métropolitain de Rennes.

## Histoire
L'évêché de Rennes a été érigé au IIIe siècle. Il était jusqu'à la révolution française, l’un des neuf anciens évêchés de Bretagne, et son territoire correspondait globalement au Pays rennais.
Le 29 novembre 1801, les diocèses bretons sont réorganisés afin correspondre aux limites départementales (ainsi, le département d'Ille-et-Vilaine en comportant 377 paroisses en 1789).  Ainsi, le Diocèse de Rennes se voit rattaché d'une partie des diocèses environnants bretons : 
- du diocèse de Saint-Malo (l’est et de l’extrême nord),
- du diocèse de Dol-de-Bretagne (les trois quarts est),
- du diocèse de Vannes (l’extrême est),
- du diocèse de Nantes (une petite partie du nord).

Mais il doit céder au diocèse de Nantes les paroisses de : Fercé, Noyal-sur-Brutz et Villepot.
Jusqu'au 3 janvier 1859, le diocèse de Rennes faisait partie de la province ecclésiastique de Tours, date à laquelle Rennes devient à son tour, le siège d’un archevêché et le diocèse est élevé au rang d'archidiocèse. Une première initiative avortée avait déjà été prise en ce sens par l’Assemblée constituante. Ce nouvel archidiocèse de Rennes, comprend les quatre diocèses bretons suivants : le diocèse de Rennes, le diocèse de Quimper et Léon, le diocèse de Saint-Brieuc et le diocèse de Vannes.
Le 13 février 1880, il est renommé archidiocèse de Rennes-Dol-Saint‑Malo.
En 2003, par décision papale, l'Église de France décide de regrouper des diocèses et archidiocèses en fonction des regroupements régionaux. La province ecclésiastique de Rennes  regroupera l'ensemble des diocèses des régions Bretagne et Pays de la Loire.
De septembre 2015 à septembre 2016, le diocèse organise un ensemble de manifestations et d'événements à l'occasion du tricentenaire de la mort de saint Louis-Marie Grignion de Montfort qui en est originaire.
Le diocèse lance le 4 février 2017 l'ouverture d'une année synodale en vue de « renouveler les voies de l'évangélisation », pour que « chaque baptisé devienne disciple missionnaire », année synodale lancée le même jour que l'ouverture du procès en béatification de Léontine Dolivet, laïque catéchiste.
Le 11 février 2018, une nouvelle église a été inaugurée à Saint-Jacques-de-la-Lande près de Rennes. Il s'agit de la première construction d'église depuis un demi-siècle.

### Identité visuelle (logo)

Logo jusqu'au 18 février 2013
Logo à partir du 18 février 2013

## Organisation

### Organisation historique

#### Lediocèse de Rennes

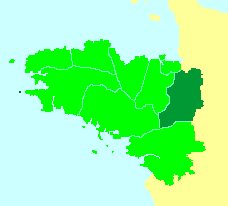
L'ancien évêché de Rennes

Il était divisé depuis le XIIe s. en deux archidiaconés comportant eux-mêmes neuf doyennés.
- Archidiaconé de Rennes : 
  - Doyenné de Rennes,
  - Doyenné de Fougères,
  - Doyenné de Vitré,
  - Doyenné de Vendel.
- Archidiaconé du Désert[6] : 
  - Doyenné du Désert. Celui-ci comprenant les paroisses de Vignoc, Montbourcher [en Cuguen actuellement], Mordelles (y compris sa trève de La Chapelle-Thouarault), Noyal-sur-Vilaine, Châtillon-sur-Seiche, Noyal-sur-Seiche, Saint-Grégoire (et sa trève de La Chapelle-des-Fougeretz), Melesse, La Mézière, Gévezé, Chavagne, Moigné, Saint-Gilles-des-Bois, Cintré, Chasné, La Bretonnière, Apigné, Brécé, Bruz, Chartres, L'Hermitage, Montgermont, Montreuil-le-Gast, Parthenay, Le Rheu, Saint-Jacques-de-la-Lande, Vezin[7].
  - Doyenné d’Aubigné,
  - Doyenné de Châteaugiron,
  - Doyenné de Bain,
  - Doyenné de La Guerche.

Ces doyennés ont évolué au fil du temps : entre le XIIIe  et le  XVIIIe siècle, le doyenné de Vendel a par exemple disparu ; il a existé un doyenné de Louvigné (son existence est attestée par une charte du XIIIe siècle) qui comprenait les paroisses de La Bazouge-du-Désert, La Selle-en-Coglès, Le Châtellier, Le Ferré, Landéan, Louvigné-du-Désert, Mellé, Monthault, Montours, Parigné, Poilley, Saint-Brice-en-Coglès, Saint-Étienne-en-Coglès, Saint-Georges-de-Reintembault, Saint-Germain-en-Coglès, Saint-Jean-en-Coglès, Villamée.
Le diocèse de Rennes comprenait 216 paroisses et 8 trèves.

#### Lediocèse de Saint-Malo

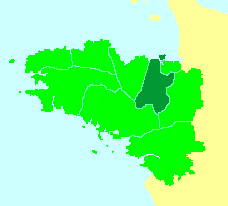
L'ancien évêché de Saint-Malo.

L'évêché de Saint-Malo était divisé en 2 archidiaconés respectivement subdivisés en 4 doyennés chacun.
- Archidiaconé de Dinan :
  - doyenné de Poulet
  - doyenné de Poudouvre
  - doyenné de Plumaudan
  - doyenné de Bécherel
- Archidiaconé de Lohéac :
  - doyenné de Lohéac
  - doyenné de Montfort
  - doyenné de Saint-Malo-de-Beignon
  - doyenné de Porhoët

#### Lediocèse de Dol

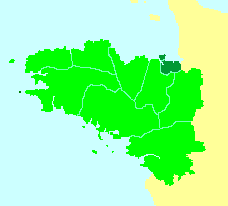
L'ancien évêché de Dol.

L'évêché de Dol-de-Bretagne était son propre archidiaconé, comportait avant la Révolution 90 paroisses et 7 trèves en Bretagne et 4 paroisses de Normandie réparties sur 7 doyennés :
- Dol, regroupant les paroisses autour de l'abbaye-évêché et les enclaves de l'évêché de Rennes
- Bobital, regroupant des enclaves de l'évêché de Saint-Malo
- Coëtmieux, regroupant des enclaves de l'évêché de Saint-Brieuc
- Lanvollon, pour les enclaves de l'évêché de Saint-Brieuc restantes
- Lannion, regroupant des enclaves de l'évêché de Tréguier
- Lanmeur, pour les enclaves de l'évêché de Tréguier restantes, celle de l'évêché de Léon et celle de l'évêché de Cornouaille
- l'exemption de Saint-Samson, regroupant les enclaves normandes

### Organisation actuelle

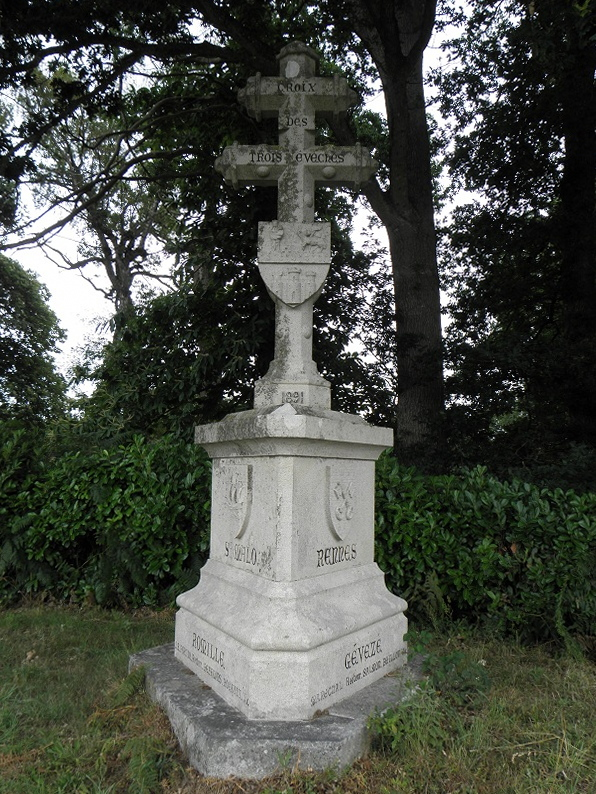
La croix des trois évêchés, en Romillé, à la jonction des paroisses de Romillé, Gévezé et Langan, appartenant aux anciens évêchés de Dol, Rennes et Saint-Malo.

En 2023, Le diocèse de Rennes comptait 263 prêtres sur 74 paroisses, regroupées en 12 doyennés et 6 pays :
- Pays de Rennes (6 doyennés, 31 paroisses) :
  - Doyenné de Rennes-Centre (4 paroisses),
  - Doyenné des Grands Ensembles Rennais (6 paroisses),
  - Doyenné de Rennes Jeanne Jugan (5 paroisse),
  - Doyenné Cesson-Sévigné (4 paroisses),
  - Doyenné de Saint-Melaine aux Trois Rives (6 paroisses),
  - Doyenné de la Trinité (6 paroisses).
- Pays de Vitré (1 doyenné, 9 paroisses) :
  - Doyenné Notre-Dame (9 paroisses).
- Pays de Fougères (1 doyenné, 8 paroisses) :
  - Doyenné Saint-Martin (8 paroisses).
- Pays de Saint-Malo (2 doyennés, 13 paroisses) :
  - Doyenné de la Côte d’Emeraude et de la Baie (9 paroisses),
  - Doyenné d’Ille-et-Rance (4 paroisses).
- Pays de Brocéliande (1 doyenné, 4 paroisses) :
  - Doyenné de Brocéliande (4 paroisses).
- Pays de Vitré (1 doyenné, 9 paroisses) :
  - Doyenné Notre-Dame (9 paroisses).

## Cathédrales et basiliques mineures
La cathédrale Saint-Pierre de Rennes est l'église cathédrale de l'archidiocèse.
L'archidiocèse compte trois anciennes cathédrales :
- l'ancienne cathédrale Saint-Samson de Dol-de-Bretagne, dédiée à saint Samson de Dol, était l'église cathédrale du diocèse de Dol[9] ;
- l'ancienne cathédrale Saint-Vincent de Saint-Malo, dédiée à saint Vincent de Saragosse, était celle du diocèse de Saint-Malo[10] ;
- l'ancienne cathédrale Saint-Pierre d'Aleth, dédiée à saint Pierre, était celle du diocèse d'Aleth[11].

L'archidiocèse compte aussi trois basiliques mineures :
- la basilique Notre-Dame de l'Assomption de La Guerche-de-Bretagne, basilique mineure depuis le 10 mars 1953[12] ;
- la basilique Saint-Aubin de Rennes, basilique mineure depuis le 22 mars 1916[13] ;
- la basilique Saint-Sauveur et Notre-Dame des Miracles et des Vertus de Rennes, basilique mineure depuis le 22 mars 1916[14].

## Les évêques originaires de l'archidiocèse de Rennes
en exercice
- Cardinal Christophe Pierre, nonce apostolique en Haïti, Ouganda (en), au Mexique (en) puis aux États-Unis
- Jean-Paul James, archevêque de Bordeaux
- Marc Aillet, évêque de Bayonne, Lescar et Oloron
- Jacques Habert, évêque de Bayeux et Lisieux
- Hervé Gosselin, évêque d'Angoulême

émérites
- Joseph Boishu, évêque auxiliaire de Reims et évêque titulaire de Gauriana

décédés
- Cardinal Jean Honoré, archevêque émérite de Tours
- Pierre Plateau, archevêque de Bourges